# Résolution 358 du Conseil de sécurité des Nations unies
Membres permanents
- Chine
- États-Unis
- France
- Royaume-Uni
- URSS

Membres non permanents
- Australie
- Autriche
- RSS de Biélorussie
- Cameroun
- Costa Rica
- Indonésie
- Iraq
- Kenya
- Mauritanie
- Pérou

Résolution no 357 Résolution no 359
La résolution 358 du Conseil de sécurité des Nations unies fut adoptée à l'unanimité le 15 août 1974. Profondément préoccupé par la violence et les effusions de sang persistantes à Chypre, et déplorant le non-respect de la résolution 357, le Conseil a rappelé ses résolutions antérieures sur la question et a insisté pour leur pleine application et que toutes les parties respectent immédiatement et strictement le cessez-le-feu.

## Texte
- Résolution 358 sur fr.wikisource.org
- Résolution 358 sur en.wikisource.org